# Arinski jezik
Arinski jezik (ISO 639-3: xrn; arin) izumrli jenisejski jezik koji se do negdje u drugoj polovici 18. stoljeću govorio uz rijeku Jenisej u Sibiru, između Jenisejska i Krasnojarska, Rusija.
Bio je najbliži pumpokolskom. Arinskim su govoruili pripadnici plemena Arin.